# ボルネオテツボク
ボルネオテツボク（ボルネオ鉄木、学名: Eusideroxylon zwageri）は、クスノキ科の常緑高木の1種であり、本種のみでボルネオテツボク属を構成する。ウリン（ulin）やブリアン（bulian）、ベリアン（belian）、ビリヤン（billian）、ボルネオアイアンウッド（Borneo ironwood）などともよばれる。スマトラ島からボルネオ島およびフィリピン南部の熱帯雨林に分布する。成長速度は極めて遅いが、樹齢1,000年以上になることがあり、ときに高さ50メートルに達する。世界で最も硬く耐性がある木材の１つとされ、広く利用されていたが、過剰伐採により減少し、いくつかの地域では伐採や輸出が禁止されている。耐朽性や耐水性に極めて優れており、現地では屋根板や水上家屋の構造材などに用いられ、日本ではディズニーシーのウッドデッキなどに使われている。

## 名称
インドネシアでは ulin、onglen、tulian、tebelian、badjudjang、インドネシア、サラワク、ブルネイ、サバでは belian、billian、bulian、サバでは in muk、tambulian、フィリピンでは tambulian、sakian、biliran などとよばれる。これら現地名に基づいて、日本ではウリン、ベリアン、ビリヤン、ブリアンと表記されることがある。
英名は Borneo ironwood（ボルネオアイアンウッド）や ironwood（アイアンウッド、「鉄の材」の意味）であり、材が非常に硬いことに由来する。
学名のうち、属名の Eusideroxylon は和名や英名と同様な意味であり、ギリシア語の eu（真の）、sideros（鉄）、xylon（材）に由来する。

## 特徴
常緑高木であり、大きなものは高さ50メートル (m)、幹の直径220センチメートル (cm) ほどになる（図2a）。成長速度は非常に遅く（一例では平均半径成長率 0·058 cm/年）、樹齢は1,000年以上に達することがある。幹は通直、まれに板根が発達し（図2b）、また湿地では地上約 2 m まで細い気根が多数生じていることがある。樹皮は灰褐色から赤褐色、浅い割れ目があり、小さな方形に剥がれる。小枝はわずかに角ばり、綿毛が密に生えている。葉は互生し、単葉。葉柄の長さは約 0.6–1.5 cm。葉身は革質、楕円形から長楕円形、14–30 × 5–11 cm、全縁、基部は円形から浅心形、先端は鈍頭から短鋭尖頭、葉脈は羽状で側脈は8–10対、表面は平滑で無毛、裏面の脈上にはときに毛がある（図1）。
花は放射相称、両性花、花托は浅く、長さ 10–20 cm の円錐花序を形成し、腋生して垂下し、短毛が密生する。花被片は3枚ずつ2輪、瓦重ね状、黄緑色から帯紫色、長さ3–3.5ミリメートル (mm)、裏面に細毛があり、早落性。雄しべ・仮雄しべは3個ずつ4輪あり、いずれも腺体をもたない。外側2輪は弁化した仮雄しべであり、長さ 1.5 mm、黄色で先端は紫色、縁毛がある。第3輪は稔性がある雄しべで太く、白色から紅色、タペート組織は腺型、小胞子形成は連続型、葯は4室、中間の2個は外向、側方の2個はやや側向、弁開する。最内輪は退化的な仮雄しべで突錐形。雌しべは1個、柱頭は円盤状、子房は半下位、1室、胚珠は1個で頂生胎座。1つの花序（果序）に1–2個の果実がつく。果実（人間には有毒）は核果状であるが、発達した花托（果托）に包まれ、楕円形から球形、7–16 × 5–9 cm、熟すと光沢がある黒色になり、大きく硬い種皮をもつ無胚乳種子を1個含む。染色体数は 2n = 30。
辺材と心材の区別は明瞭、辺材は幅 3–5 cm で淡黄褐色、心材は黄褐色であるが空気に触れると暗色になる。成長輪は不明瞭。木理は通直、肌目はやや粗からやや精。新鮮な材はレモンのような匂いがある。散孔材であり、道管は単独または数個が放射方向に接続、道管径は0.04–0.32 mm、穿孔板は水平からやや傾斜、単穿孔をもつ。道管の間の壁孔は有縁壁孔で相互配列、径は8–12マイクロメートル (µmm)。チロースが発達している。材はおもに真正木繊維からなり、繊維長は1.2–2.6 mm、直径15–40 µm、壁厚5–12 µm。

## 分布・生態
東南アジアのスマトラ島、バンカ島、ブリトゥン島、ボルネオ島、フィリピンのスールー諸島とパラワン島に分布する。
低地の熱帯雨林に生育しており、フタバガキ科の樹種が優占する森林に生育し、ときに林冠の構成要素になる。沖積地や川沿いに多く、このような場所では純林に近いこともある。

## 保全状況評価
下記のように材として極めて有用であるため過剰伐採され、1950年ごろから減少が認識されるようになった。成長が極めて遅く、種子発芽率も低いため、再生・更新は極めて困難である。原産地では輸出や伐採を禁止していることもあるが、違法伐採も多い。国際自然保護連合レッドリストでは、危急種 (VU) に指定されている。

## 人間との関わり

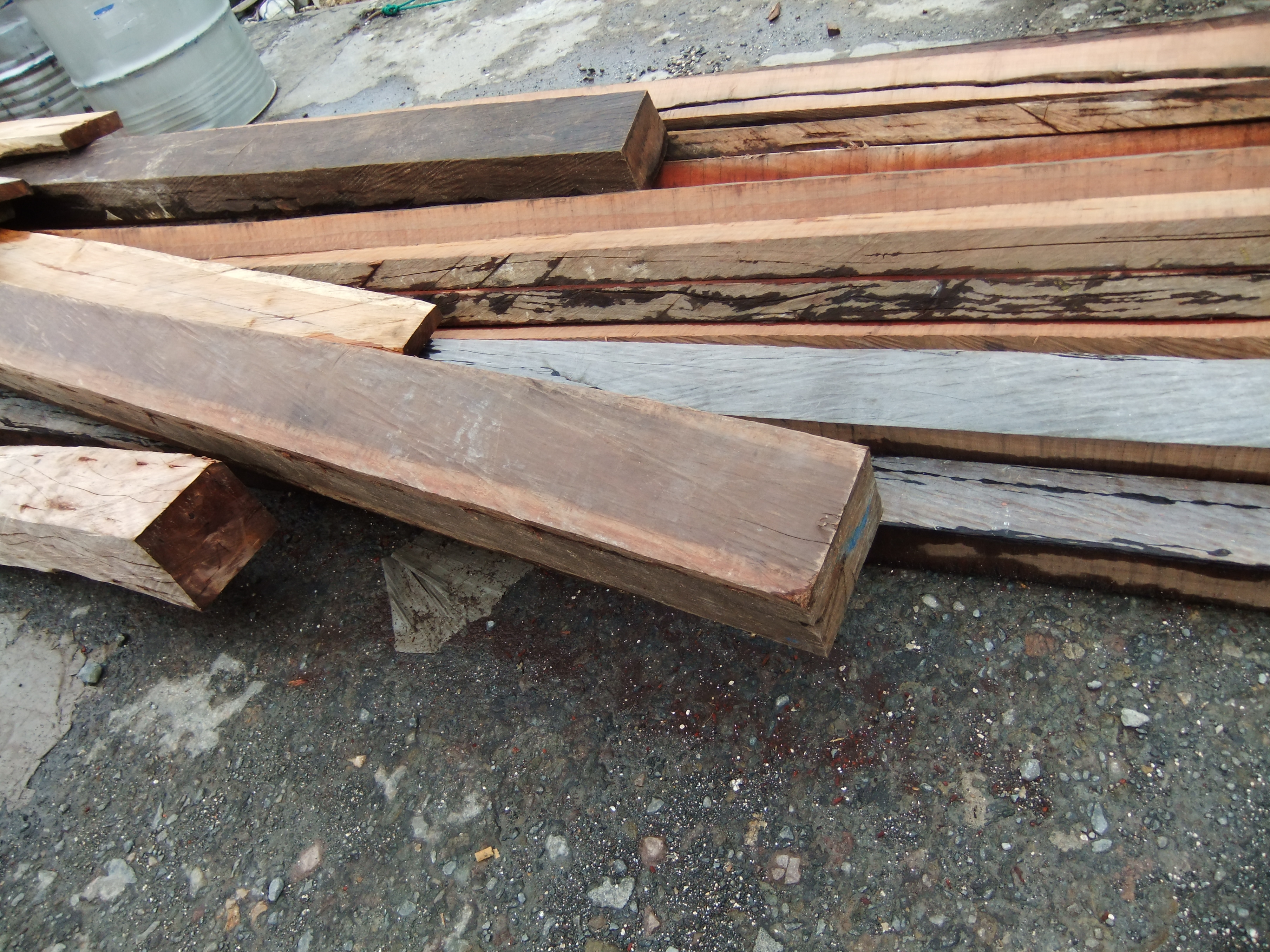
3. ボルネオテツボクの木材

世界で最も硬く耐性がある木材の一つとされる（図3）。材は非常に重厚（気乾比重0.89–1.29）で硬く（下表1参照）、耐朽性（抗菌性）、耐水性が極めて高い。キクイムシやシロアリ、フナクイムシなどの食害にも耐性が高い。土に接した状態でも40年、乾燥した状態では100年以上も腐朽しないとされる。ただし、材がきわめて硬く油分が多いため、製材は難しく鋸歯の鈍化が速い。適切に行えば鉋削や穿孔、ほぞ取り、旋削、研削はおおよそ良好。接着にはときに問題がある。心材への防腐剤注入は困難。また乾燥が遅く、含水率が低い（約38%）にもかかわらず、割れが生じやすい。柾目に沿った割裂性はよい。
| 樹種             | 比重 | 曲げ強さ (MN/m2) | 圧縮強さ (MN/m2) | 剪断強さ (MN/m2) | ヤング率 (MN/m2) |
| セイロンテツボク | 1.28 | 143              | 79.9             | 15.4             | 17,700           |
| ボンゴシ         | 1.29 | 118              | 65.6             | 15.2             | 13,600           |
| ユーカリ属の1種  | 1.23 | 110              | 63.8             | 14.1             | 16,500           |
| ムフフ           | 1.15 | 92               | 53.6             | 17.4             | 8,600            |
| チーク           | 0.80 | 90               | 41.2             | 11.5             | 8,900            |
| セイヨウハルニレ | 0.75 | 68               | 30.4             | 8.3              | 9,400            |
| ヨーロッパグリ   | 0.66 | 52               | 24.2             | 7.5              | 7,200            |
| カラマツ         | 0.61 | 48               | 21.9             | 6.1              | 6,800            |

上記のような特徴から、家屋構造材、橋、枕木、電柱、土木用材、港湾用材に最も適しており、また車両や船舶、器具、機械部材、家具等にも用いられる。現地では、特徴的な家屋の屋根板（こけら板）や水上家屋の構造材に広く用いられ、またコショウ栽培の支柱にも使われる。日本では、ディズニーシーのウッドデッキ、横浜ベイサイドマリーナ浮桟橋、松山空港展望台、沖縄サンマリーナホテルサンデッキ、新中川護岸工事などに使われている。パルプや合板には不適である。
ボルネオ島のダヤク族は、ボルネオテツボクが人間を守ってくれている神聖な木であると考え、伐採を規制する慣習法がある。
果実は有毒であるが、現地では腫物の薬とされることがある。

## 分類
本種は、ボルネオテツボク属の唯一の種である。本属にはもう1種、Eusideroxylon melagangai Symington (1940) があったが、新属 Potoxylon に移されている（Potoxylon melagangai (Symington) Kosterm. (1978)）。